# 제33회 아카데미상 외국어영화상 출품작 목록
다음은 제33회 아카데미 시상식 외국어영화상 출품작 목록이다. 아카데미 외국어 영화상은 1956년 미국 영화 예술 과학 아카데미 (AMPAS)가 미국 국외에서 제작된 비영어권 영화를 대상으로 시상하기 위해 제정되었다. 이후 외국어영화상은 매년 수여되었으며, 수상자는 출품국가로 여겨지지만 상 자체는 해당 영화의 감독이 수락한다. 아카데미측은 한 국가당 한 편의 영화만 허용되는 원칙에 의거, 여러 국가를 초청하여 자국 최고의 영화를 출품하도록 요청하고 있다.
제33회 아카데미상에서는 총 12편의 작품이 외국어영화상 부문에 출품되었다. 브라질이 처음으로 아카데미 외국어영화상에 도전하게 되었으며, 최종후보는 프랑스, 이탈리아, 멕시코, 스웨덴, 유고슬라비아의 5편이 선정되었다. 수상작은 스웨덴에서 출품한 잉마르 베리만의 복수극 영화 《처녀의 샘》이었으며, 이번이 스웨덴의 첫 수상이었다.

## 출품작
| 출품국           | 제목                   | 원제                      | 언어             | 감독                                       | 결과   |
| ---------------- | ---------------------- | ------------------------- | ---------------- | ------------------------------------------ | ------ |
| 브라질           | 죽음이 명한 강도       | A Morte Comanda o Cangaço | 포르투갈어       | 카를루스 코임브라 와우테르 기마랑이스 모타 | 미후보 |
| 프랑스           | 진실                   | La Vérité                 | 프랑스어         | 앙리조르주 클루조                          | 후보   |
| 서독             | 파우스트               | Faust                     | 독일어           | 페테르 고르스키                            | 미후보 |
| 홍콩             | 천녀유혼               | 倩女幽魂                  | 중국어           | 이한                                       | 미후보 |
| 인도             | 디 엠페러 오브 더 무굴 | मुग़ल-ए आज़म مغلِ اعظم        | 힌두어, 우르두어 | K. 아시프                                  | 미후보 |
| 이탈리아         | 카포                   | Kapò                      | 이탈리아어       | 질로 폰테코르보                            | 후보   |
| 일본             | 가을 햇살              | 秋日和                    | 일본어           | 오즈 야스지로                              | 미후보 |
| 멕시코           | 마카리오               | Macario                   | 스페인어         | 로베르토 가발돈                            | 후보   |
| 스페인           | 오후 다섯 시에         | A las cinco de la tarde   | 스페인어         | 후안 안토니오 바르뎀                       | 미후보 |
| 스웨덴           | 처녀의 샘              | Jungfrukällan             | 스웨덴어         | 잉마르 베리만                              | 수상   |
| 아랍 연합 공화국 | 십대들                 | المراهقات El morahekate   | 아랍어           | 아흐메드 디아에딘                          | 미후보 |
| 유고슬라비아     | 더 나인스 써클         | Deveti krug               | 세르보크로아트어 | 프란체 슈티글리츠                          | 후보   |